# Foot Ball Club Matera 1968-1969
Questa voce raccoglie le informazioni riguardanti il Foot Ball Club Matera nelle competizioni ufficiali della stagione 1968-1969.

## Rosa
| N. |                   | Ruolo | Calciatore         |
| -- | ----------------- | ----- | ------------------ |
| -  | Italia (bandiera) | P     | Emanuele Quadrello |
| -  | Italia (bandiera) | P     | Carlo Vagnoni      |
| -  | Italia (bandiera) | A     | Fausto Amicone     |
| -  | Italia (bandiera) | A     | Luigi Ferrari      |
| -  | Italia (bandiera) | D     | Alberto Gambi      |
| -  | Italia (bandiera) | D     | Diego Giannattasio |
| -  | Italia (bandiera) | D     | Nicola Loprieno    |
| -  | Italia (bandiera) | D     | Angelino Rosa      |
| -  | Italia (bandiera) | C     | Elio Bernardis     |
| -  | Italia (bandiera) | C     | Antonio Buccione   |

| N. |                   | Ruolo | Calciatore                |
| -- | ----------------- | ----- | ------------------------- |
| -  | Italia (bandiera) | C     | Franco Castelletti        |
| -  | Italia (bandiera) |       | Giuseppe Chiricallo (III) |
| -  | Italia (bandiera) | C     | Nicola Chiricallo         |
| -  | Italia (bandiera) | C     | Claudio Demenia           |
| -  | Italia (bandiera) | C     | Giuseppe Galati           |
| -  | Italia (bandiera) | A     | Domenico Bellacicco       |
| -  | Italia (bandiera) | A     | Luciano Bertoia           |
| -  | Italia (bandiera) | A     | Nilo Bini                 |
| -  | Italia (bandiera) | A     | Aldo Busilacchi           |
| -  | Italia (bandiera) | A     | Gaetano Maselli           |

## Risultati

### Girone di andata
| 1ª giornata | Cosenza | 2 – 0 | Matera |  |

| 2ª giornata | Matera | 0 – 0 | Casertana |  |

| 3ª giornata | Matera | 1 – 0 | L'Aquila |  |

| 4ª giornata | Avellino | 0 – 1 | Matera |  |

| 5ª giornata | Brindisi | 1 – 0 | Matera |  |

| 6ª giornata | Matera | 0 – 1 | Barletta |  |

| 7ª giornata | Lecce | 2 – 1 | Matera |  |

| 8ª giornata | Matera | 0 – 0 | Crotone |  |

| 9ª giornata | Potenza | 0 – 0 | Matera |  |

| 10ª giornata | Matera | 1 – 1 | Internapoli |  |

| 11ª giornata | Matera | 0 – 1 | Taranto |  |

| 12ª giornata | Messina | 3 – 0 | Matera |  |

| 13ª giornata | Trapani | 1 – 1 | Matera |  |

| 14ª giornata | Matera | 1 – 0 | Nardò |  |

| 15ª giornata | Matera | 1 – 1 | Pescara |  |

| 16ª giornata | Salernitana | 1 – 1 | Matera |  |

| 17ª giornata | Matera | 4 – 0 | Massiminiana |  |

| 18ª giornata | Chieti | 4 – 1 | Matera |  |

| 19ª giornata | Marsala | 1 – 1 | Matera |  |

### Girone di ritorno
| 20ª giornata | Matera | 0 – 0 | Cosenza |  |

| 21ª giornata | Casertana | 4 – 0 | Matera |  |

| 22ª giornata | L'Aquila | 2 – 1 | Matera |  |

| 23ª giornata | Matera | 1 – 0 | Avellino |  |

| 24ª giornata | Matera | 2 – 0 | Brindisi |  |

| 25ª giornata | Barletta | 2 – 1 | Matera |  |

| 26ª giornata | Matera | 1 – 1 | Lecce |  |

| 27ª giornata | Crotone | 0 – 0 | Matera |  |

| 28ª giornata | Matera | 1 – 0 | Potenza |  |

| 29ª giornata | Internapoli | 1 – 1 | Matera |  |

| 30ª giornata | Taranto | 1 – 0 | Matera |  |

| 31ª giornata | Matera | 0 – 0 | Messina |  |

| 32ª giornata | Matera | 2 – 0 | Trapani |  |

| 33ª giornata | Nardò | 0 – 0 | Matera |  |

| 34ª giornata | Pescara | 0 – 0 | Matera |  |

| 35ª giornata | Matera | 1 – 3 | Salernitana |  |

| 36ª giornata | Massiminiana | 2 – 0 | Matera |  |

| 37ª giornata | Matera | 3 – 0 | Chieti |  |

| 38ª giornata | Matera | 5 – 2 | Marsala |  |

## Statistiche

### Statistiche di squadra
| Competizione | Punti | Totale | Totale | Totale | Totale | Totale | Totale |
| Competizione | Punti | G      | V      | N      | P      | Gf     | Gs     |
| ------------ | ----- | ------ | ------ | ------ | ------ | ------ | ------ |
| Serie C      | 35    | 38     | 10     | 15     | 13     | 33     | 37     |

### Statistiche dei giocatori
| Giocatore       | Campionato | Campionato |
| Giocatore       | Pres       | Gol        |
| --------------- | ---------- | ---------- |
| F. Amicone      | 4          | 0          |
| D. Bellacicco   | 2          | 1          |
| E. Bernardis    | 21         | 1          |
| L. Bertoia      | 21         | 4          |
| N. Bini         | 26         | 1          |
| A. Buccione     | 28         | 0          |
| A. Busilacchi   | 32         | 7          |
| F. Castelletti  | 30         | 4          |
| G. Chiricallo   | 1          | 0          |
| N. Chiricallo   | 12         | 0          |
| C. Demenia      | 33         | 4          |
| L. Ferrari      | 3          | 0          |
| G. Galati       | 25         | 8          |
| A. Gambi        | 37         | 2          |
| D. Giannattasio | 34         | 0          |
| N. Loprieno     | 27         | 0          |
| G. Maselli      | 6          | 1          |
| E. Quadrello    | 36         |            |
| A. Rosa         | 37         | 0          |
| C. Vagnoni      | 4          |            |